# Dermatophagoides farinae
Dermatophagoides farinae Hughes, 1961 é uma das espécies de ácaro do pó mais conhecidas, sendo especialmente prevalecente nas Américas.